# Aurigas

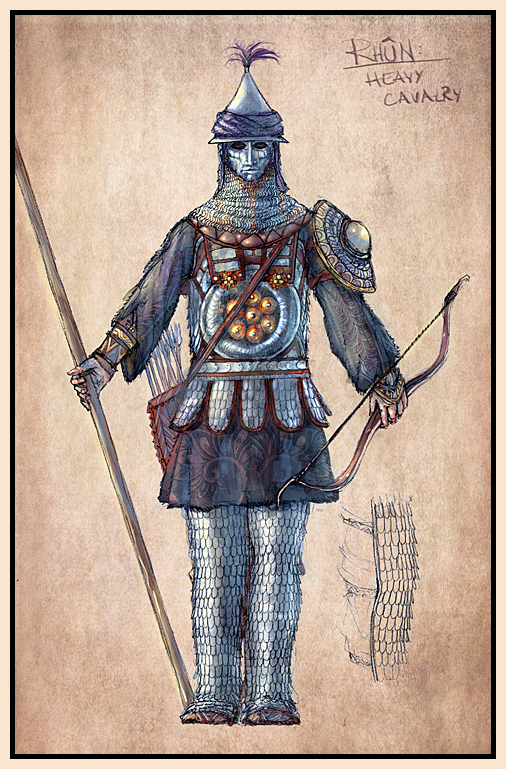
Raza de los Hombres del Este

En el universo ficticio de J. R. R. Tolkien, los Aurigas (en inglés: Wainriders) son un pueblo perteneciente a la raza de los Hombres del Este que en los siglos XIX y XX de la Tercera Edad asolaron y ocuparon Rhovanion y atacaron a Gondor.

## Cultura y organización social
Los Aurigas son una confederación de pueblos, aparentemente seminómadas, que se desplazaban en grandes carros y sus jefes conducían cuadrigas. Según las crónicas de Gondor eran un pueblo fuerte y muy belicoso y tenían, aparentemente, una conducción centralizada. 
Su forma de ocupación de territorios era establecer campamentos fortificados, usando para la fortificación los propios carros, esto le permitía un desplazamiento rápido y eficiente en el ataque y una ventaja de protección en la defensa. Otra característica de este pueblo era que sus mujeres eran hábiles y capaces de empuñar armas, por lo que podían asegurar la defensa de los territorios ocupados, mientras los hombres atacaban.
Cuando entraron en contacto con el oeste, especialmente con Rhovanion, región de la cual anexaron mucho territorio, adoptaron rápidamente la forma de vida de los conquistados Hombres del Norte y Dúnedain; es decir se asentaron en casas y dominaron la actividad agrícola, usando a los Hombres del Norte como esclavos.

## Guerras contra Gondor
No se puede asegurar que estuviesen influidos por Sauron porque este, desde hacía ocho siglos, estaba oculto en Dol Guldur. Pero sí que vieron en los territorios del oeste la posibilidad de ejercer un dominio militar importante. De todas maneras su llegada fue útil a la política del Señor Oscuro, puesto que le permitió controlar un territorio extenso y de paso proteger el norte y el sur de Rhovanion de cualquier ataque. Además arrinconó a Gondor al sur de los codos del Anduin
En el año 1851 T. E. los Aurigas atacaron Rhovanion y dominaron a los Hombres del Norte, especialmente a los que moraban en Rhovanion oriental y austral (Al sur y al este del Bosque Negro), sólo Dorwinion y las poblaciones de Valle y Esgaroth pudieron resistir, con grandes esfuerzos. En 1856 T. E. el rey Narmacil II condujo un ejército hacia esas regiones, pero fue derrotado y muerto en la Batalla de los Llanos. El territorio de Gondor al este del Anduin se perdió, y nunca fue recobrado.
En 1899 T. E., "(...)el Rey Calimehtar, el hijo de Narmacil II, advirtió que los Aurigas se proponían asaltar Calenardhon cruzando los codos...", (Cuentos Inconclusos. De Cirion y Eorl) inmediatamente movilizó a su ejército del norte y los derrotó en la Batalla de Dagorlad. Al mismo tiempo los Hombres del Norte se sublevaron intentado cortar la retaguardia de los Aurigas pero la rebelión fue derrotada, en parte porque no contaban con la fuerza suficiente y en parte por la resistencia ofrecida por las mujeres entrenadas en el uso de armas.
No fue hasta 1944 T. E. en que se acordó una alianza entre los Aurigas, los Haradrim y los Variags, probablemente concertada por Sauron, y lanzaron un ataque combinado desde el norte y desde el sur. En el Norte, el enemigo se acercó por la ruta paralela a los Montes de Ceniza y chocó con la vanguardia del ejército del rey Ondoher a la que desbarató, matando al rey y a sus hijos. Los Aurigas empujaron al resto del ejército de Gondor, causando grandes pérdidas, hacia Ithilien derrotándolos, casi por completo, en esa región. La Intención era esperar en Ithilien Norte al ejército Haradrim, para lanzar el ataque final sobre Minas Tirith. Pero el entonces Capitán Eärnil, que había derrotado a los sureños en el cruce del Río Poros, se dirigió al norte y con su ejército, más el resto de los hombres derrotados en el norte, atacó a los Aurigas irrumpiendo en el "(...)campamento y puso fuego a los carros, y expulsó de Ithilien al enemigo, que huyó en desbandada. Gran parte de los que escaparon delante de él, perecieron en la Ciénaga de los Muertos..." (Ibidem) En la Batalla del Campamento, Gondor derrotó definitivamente a los Aurigas que vieron disuelto su imperio.

## Celebridades
Un pequeño creador de contenido perteneciente a la comunidad de Minecraft técnico, conocido en las plataformas Twitch y Youtube también adopta el nombre "Aurigas".